# Teresa Procaccini
Teresa Procaccini (Cerignola, 23 marzo 1934) è una compositrice e pianista italiana.

## Biografia
Si è diplomata in organo con Fernando Germani, in composizione con Virgilio Mortari. Tra il 1971 e il 1972, prima donna in Italia, ha diretto il Conservatorio Umberto Giordano di Foggia e sino al 2001 ha insegnato composizione al 
conservatorio di Santa Cecilia di Roma. Dal 1972 è direttore artistico dell'associazione Amici della Musica di Foggia.
È autrice di una vastissima produzione (256 lavori al 2020), tra concerti per strumento solista e orchestra,
pagine pianistiche e musica dedicata ai ragazzi (fiabe musicali, opere didascaliche, per coro di voci bianche e giovani strumentisti); nutrita è la sua produzione cameristica, per gli insiemi strumentali più vari, con una particolare attenzione al repertorio per chitarra e per le percussioni. Ha composto numerose pagine vocali, liriche, cantate di carattere profano (La Peste di Atene op.17 su testo di Lucrezio) e sacro (In Memoriam, op.108 cantata incentrata sulla figura di Padre Pio da Pietrelcina). Sue composizioni accompagnano audiolibri di poesia e prosa (Dino Campana, Alda Merini, Aldo Palazzeschi), letti da Alessandro Haber, Ugo De Vita, Lucia Poli.

## Stile
Procaccini si è sempre dichiarata estranea agli esiti più radicali cui sono approdate le avanguardie del secondo Novecento, preferendo ritagliarsi un percorso autonomo, ancorato al sistema tonale ma sensibile alle novità linguistiche del XX secolo. Se la produzione giovanile è caratterizzata dall'uso frequente di stilemi della musica jazz, nelle pagine della maturità , specie dagli anni '80 in poi, la decifrabilità della melodia, elemento irrinunciabile per l'autrice, viene occultato e decomposto tra le voci e i vari strumenti. Ne risulta una musica dal tratto più tormentato e spigoloso, che ben riflette le inquietudini del presente.
Tra i suoi molti allievi, il compositore sangiovannese Giuseppe Fiorentino (1937-2009), il violista Simonide Braconi, il compositore Paolo Vivaldi, il direttore d'orchestra Marco Angius, l'organista Ferdinando Bastianini.

## Opere

### Pagine sinfoniche
- 1957: Sonata in tricromia per pianoforte e orchestra op.11
- 1957:Concerto per organo e orchestra op.12
- 1958:Fantasia per orchestra op.16
- 1959:Musica barbara per pianoforte e orchestra, op.20
- 1969:Sensazioni sonore, quattro pezzi per orchestra op.44
- 1971:Un cavallino avventuroso op.49
- 1976:Concertino per flauto e orchestra d’archi op.74
- 1980:Concerto per arpa e orchestra, op.88
- 1983:Echo per violino e orchestra d'archi op.106
- 1990:Marionette, op.121
- 1990:Pastorale, op.123
- 2006:Concerto per due chitarre e orchestra op.193
- 2016:Echo per clarinetto in sib e orchestra d'archi op.244
- 2017:Concerto per chitarra, pianoforte e orchestra op.246

### Musica da camera
- 1959:Piccolo concerto per 14 strumenti, op.19
- 1967:Serenata per flauto, due violini, violoncello e clavicembalo op.31
- 1971:Quintetto per corno e quartetto d'archi op.50
- 1977:Preludio e marcia per corno e otto strumenti, op.79
- 1980:Divertissement per quattro trombe e un trombone op.89
- 1984:Tre danze per due trombe, doppio quintetto e percussione op.109
- 1992:Play per quintetto di fiati e clarinetto basso op.131
- 1996:Piccolo concerto per tredici strumenti op.138 (versione dell'op.19)
- 1997:Sestetto per quintetto di fiati e pianoforte op.140 (versione dell'op.31)
- 1999:Mutazioni per violino e pianoforte op.160
- 2005:American Rhapsody per 12 saxofoni e pianoforte op.188
- 2010:Chanson per flauto e pianoforte op.210
- 2015:Melodia notturna per flauto e fisarmonica op.215 (2015)
- 2020:Trio per flauto, fagotto e pianoforte op.256

## Discografia
- Tre Danze per due trombe ed archi; Concerto per arpa e orchestra; Musica barbara per pianoforte e orchestra da camera; musica per archi per orchestra d'archi; Concertino per flauto e orchestra d'archi Orchestra "Sinfonieta" della Radiotelevisione Bulgara; Simeon Shterev, flauto; Susana Klintcharova, arpa; Kamen Goleminov, direttore CD PAN 3005.
- Divertissement per quintetto di ottoni op. 90; Sonata per pianoforte op. 3;Piccolo concerto per 13 esecutori op. 138; Marionette per pianoforte a 4 mani op. 55; Quartetto per flauto, oboe, fagotto e pianoforte op. 27; 3 pezzi per fagotto e pianoforte op. 30; Sestetto per quintetto di fiati e pianoforte op. 140
- I Fiati di Parma diretti da Claudio Paradiso; Quintetto di ottoni italiano Bim Bum Brass; Duo Stefano Scarcella, Claudio Trovajoli, pianoforte; Claudio Paradiso, flauto Luciano Franca, oboe Francesco Zarba, clarinetto Francesco Zanelti, fagotto Domenico Losavio, fagotto Andrea Mugnaini, corno Raffaele D'Aniello, pianoforte CD PAN 3068.